# Frivolitkovaná krajka

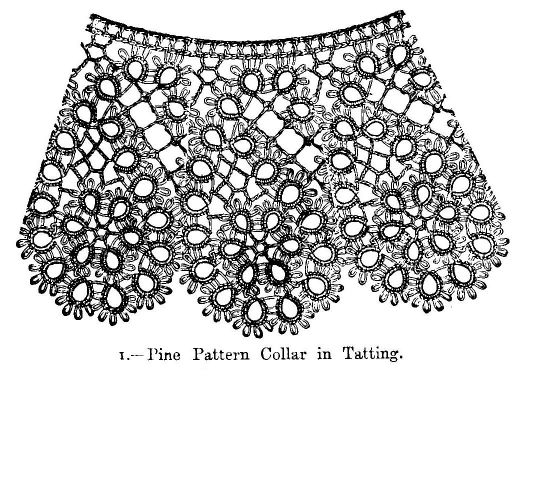
Límec z frivolitkové krajky (asi z roku 1870)

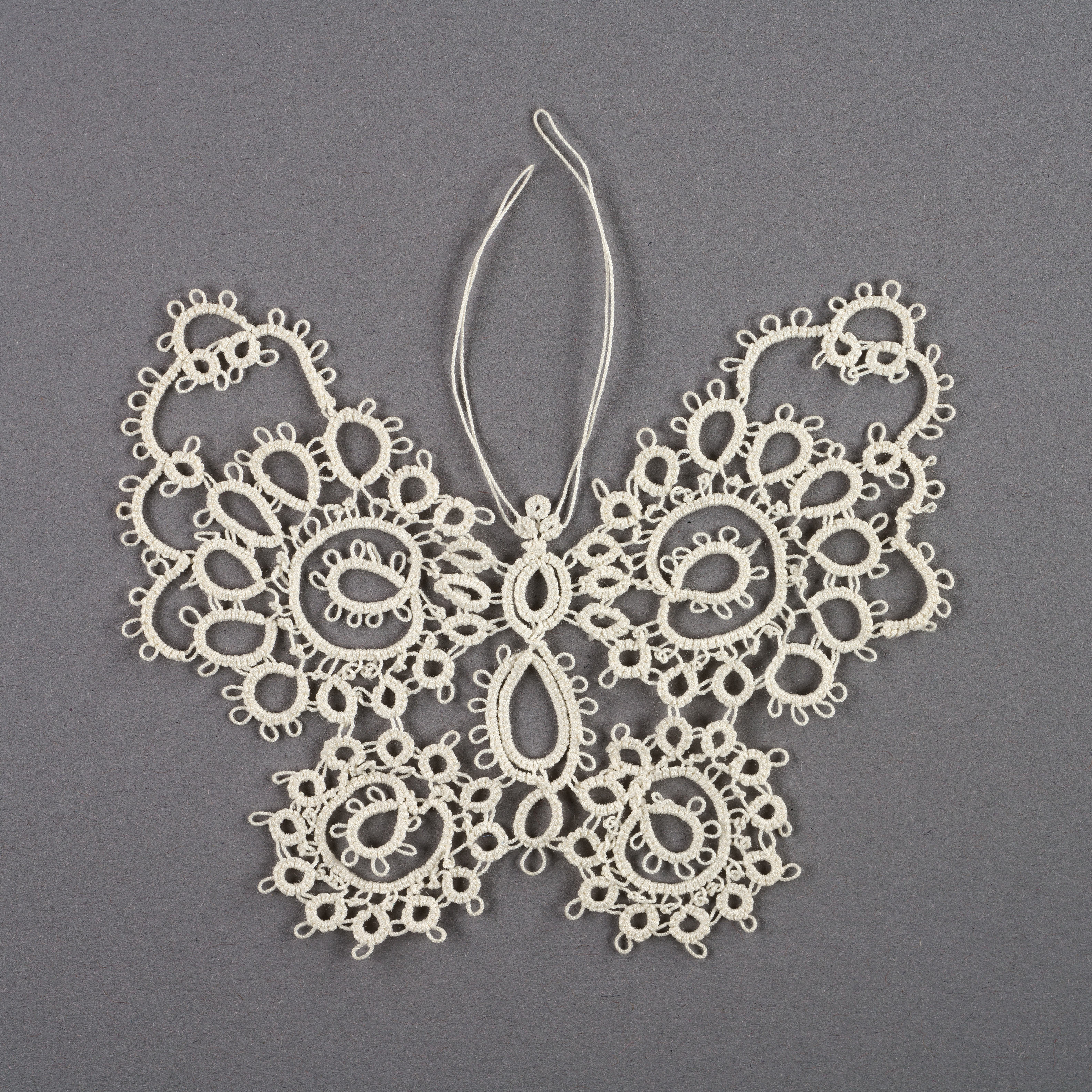
Člunková frivolitka (z roku 2021)

Základem frivolitkované krajky je jednoduchý obyčejný uzel. Při jeho vázání na botě je možné si všimnout, že když nechá-li se jedna tkaničku napnutá, druhá se okolo ní omotá. Takový uzel se potom dá udělat dvěma způsoby. Záleží na způsobu vedení druhé tkaničky - jestli jde nad první,nebo pod první tkaničkou. Dva takové uzlíky vedle sebe tvoří frivolitkový uzlík.
Za její původ se často udává Orient. Podle některých znalců vznikla její evropská verze v 16. století z dubrovnické krajky tvořené z  gimpy uzlíkovou technikou.
Byla velmi oblíbená pro svoji zdobnost a relativní jednoduchost. Nyní je to již skoro zapomenuté umění, které se opět pomalu rozvíjí díky několika časopisům.
Tvoří se z ní nádherné dečky, lemování ubrusů, oblečení nebo aplikace a šperky.
Výhodou je, že tato ruční práce zabere málo místa a dá se tak vzít skoro všude.
Jsou dva způsoby jak tuto krajku tvořit. Od toho se také liší pomůcky pro výrobu.

## Krajka tvořená s pomocí jehly

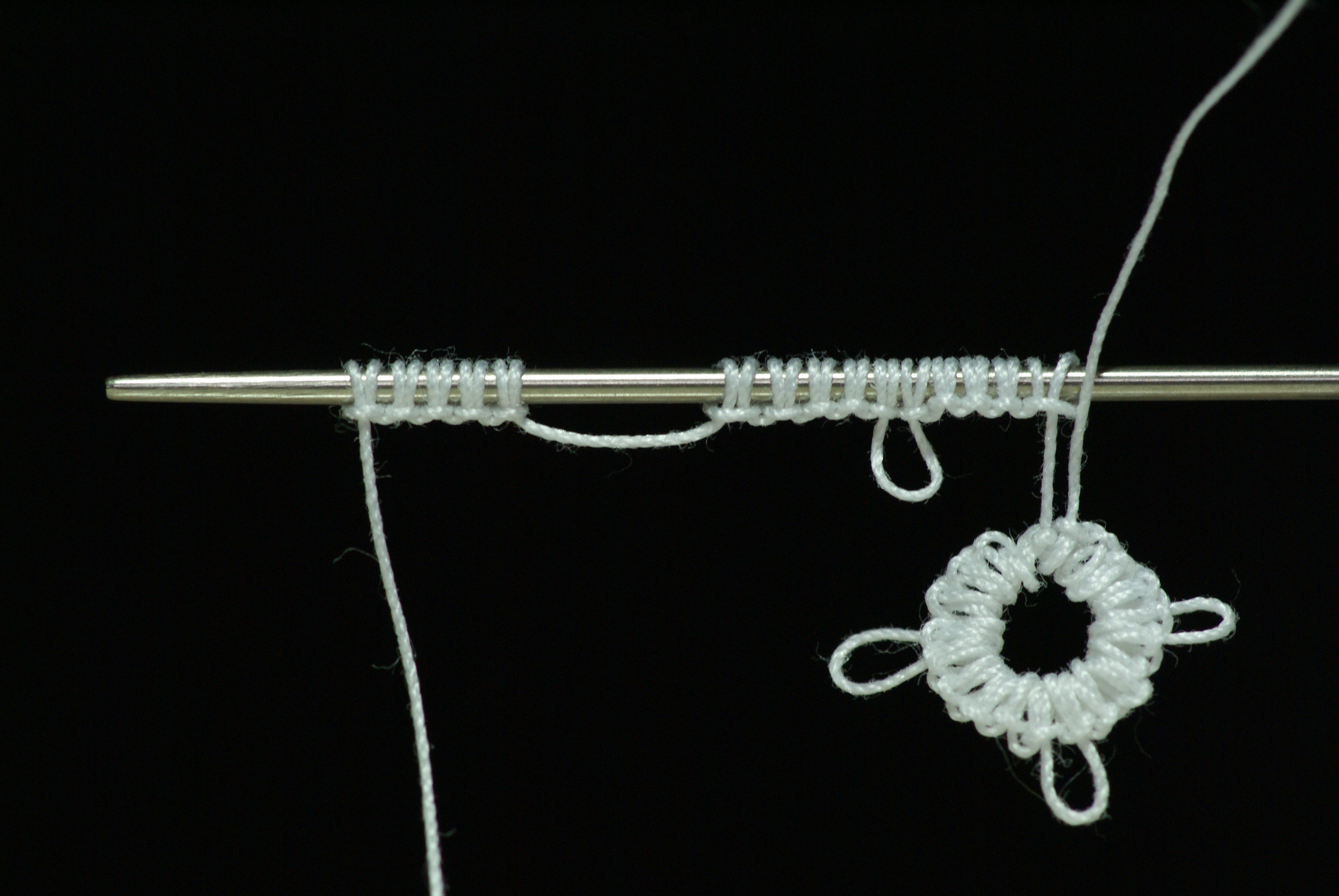
Vázání s pomocí jehly

Tento způsob se používá převážně v Americe.
Principem je, že uzlíky se váží na jehle a po vytvoření množství uzlíků ze vzoru se jimi protáhne nit navlečená na jehle.
Předpokadem je dostatečně dlouhá jehla, která je po celé délce stejně silná.
Technika vypadá jednodušeji, než druhá uvedená a je možné se ji snáz naučit. V Česku je však obtížné sehnat jehlu, se kterou se dá takto pracovat. V českých podmínkách je možné speciální jehlu na frivolitkování nahradit jehlou na navlékání korálků č. 9.

## Krajka tvořená pomocí člunku

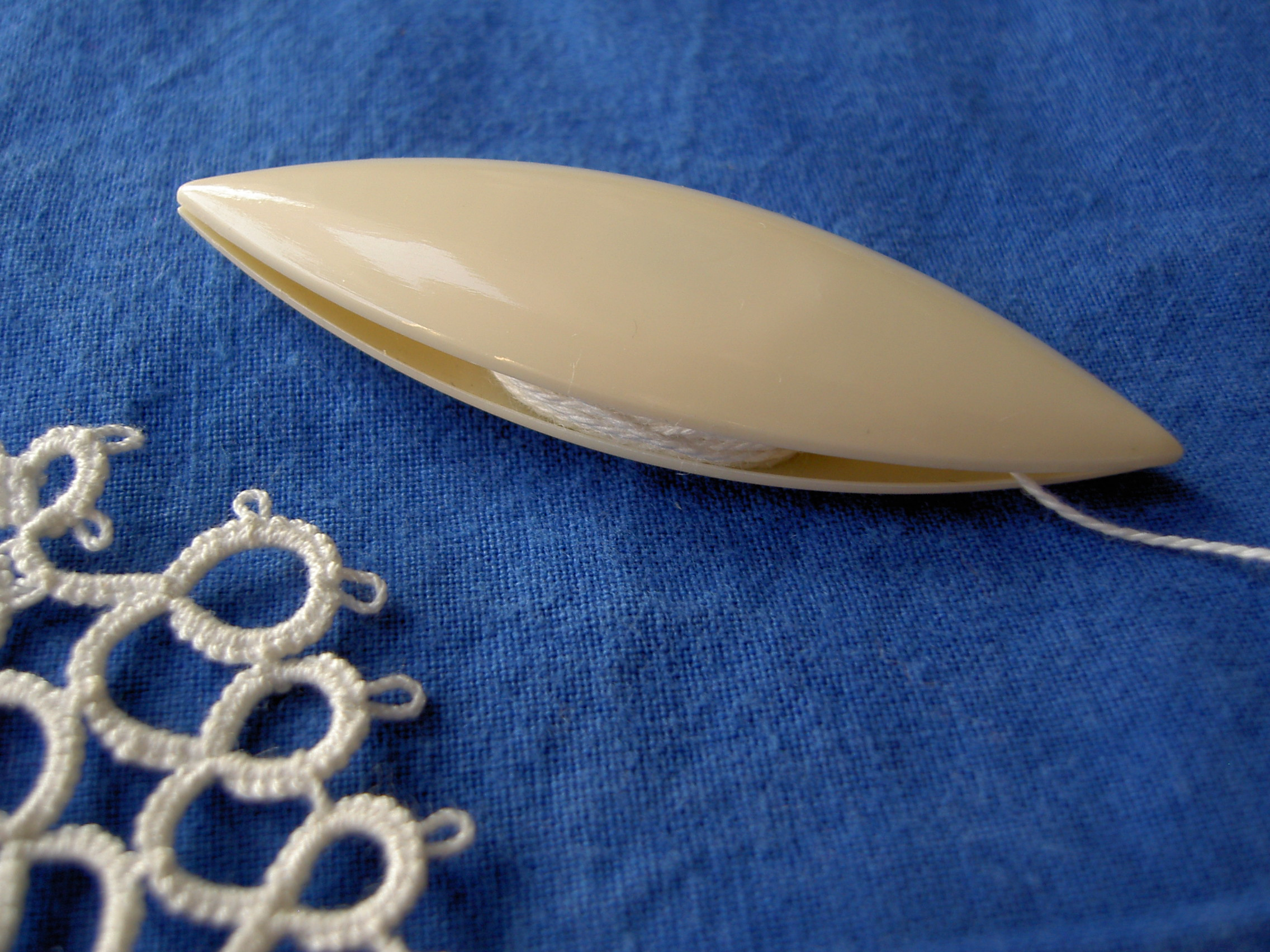
Frivolitkový člunek

V Evropě se používá na vázání krajky frivolitkový člunek. Je několik variant podle složitosti krajky.
Nejjednoušší varianta je použití člunku a klubíčka. Tvoří se s ní jednoduché krajky složené ze slziček, oválků a kroužků, propojené jednoduchou nití.
Další varianta je použití dvou člunků - při složitější krajce, kdy se na propojovací nit také váží uzlíky.
Tato technika vypadá složitěji. Jedna ruka napíná nit a druhá pohybuje s člunkem, kterým se váží uzlíky.